# Behind the Mask (Lied)
Behind the Mask ist ein Synthpop-Song, der von Ryuichi Sakamoto (als Songwriter angegeben) geschrieben und 1978 für eine Seiko-Werbung veröffentlicht wurde. 1979 erschien das Lied, mit dem englischen Text von Chris Mosdell, auf dem Studioalbum Solid State Survivor. Der Song wurde vor allem durch Coverversionen von Eric Clapton und Michael Jackson bekannt.

## Adaptierung und Coverversionen

### Michael Jackson
Jackson nahm seine Interpretation des Stückes während der Thriller-Sessions auf. Quincy Jones machte ihn auf den Song aufmerksam. Jedoch durfte der Song nicht auf dem Album veröffentlicht werden, da es einen Rechtsstreit zwischen Jackson und dem Yellow Magic Orchestra gab. Ein Remix des Titels von John McClain erschien 2010 auf dem Album Michael.

### Greg Phillinganes
Die Coverversion von Michael Jacksons Keyboarder Greg Phillinganes erschien im Jahr 1985 auf seinem Album Pulse. Phillinganes lernte Jackson zum ersten Mal während der Aufnahme-Sessions für Destiny von The Jacksons kennen. Später war er musikalischer Direktor der Bad World Tour. Phillinganes Singleauskopplung erreichte Platz 4 der Billboard Dance/Club Play Songs-Chart und belegte Rang 77 der R&B/Hip-Hop Songs-Chart. Neben Phillinganes als Sänger und Keyboarder wirkten auf der Aufnahme David Williams (Gitarre), Brian Banks, Anthony Marinelli (Synthesizer), Howie Rice (Klatschen) und Michael Boddicker (Vocoder) mit.

### Eric Clapton
Eric Clapton nahm das Lied im Jahr 1986 für sein Studioalbum August auf. Die Singleauskopplung erschien im Januar 1987. Greg Phillinganes brachte den Song zu Clapton und er nahm ihn mit Phillinganes am Keyboard auf. Veröffentlicht wurde Claptons Version als 45 rpm, als 12" Single und als 2× 7" Vinyl. Die Version wird dem Pop-Rock und des Dance-Pop zugeordnet, ist 4 Minuten und 47 Sekunden lang und wurde von Phil Collins und Tom Dowd produziert. Es wirkten neben Clapton auch Katie Kissoon und Tessa Niles als Backgroundsängerinnen, Nathan East als Bassist und Collins als Schlagzeuger auf der Aufnahme mit. Claptons Singleauskopplung erreichte Platz 15 der britischen Singlechart.